# Профессор богословия леди Маргарет в Оксфордском университете
Профессор богословия леди Маргарет (англ. Lady Margaret Professorship of Divinity) — старейшая именная профессура в Оксфордском университете. Она была основана в память о леди Маргарите Бофорт, матери английского короля Генриха VII, в 1540 году. Кандидат должен быть либо священником Церкви Англии, либо каноником.

## Удостоенные профессорского звания
- 1540—1549: Хью Уэстон[англ.][1]
- 1561: Фрэнсис Бэбингтон[англ.][2]
- 1564: Джеймс Калфхилл[3]
- 1565—1594: Эдвард Крэдок[англ.][4]
- 1613—1614: Себастьян Бенефилд[англ.][5]
- 1627: Сэмюэл Фелл[англ.][6]
- 1638: Томас Лоуренс[англ.][6][7]
- 1648—1652: Фрэнсис Чейнелл[англ.][8]
- 1652: Генри Уилкинсон[англ.][6]
- 1660: Томас Барлоу[англ.][9]
- 1676: Джон Холл[англ.][6][10]
- 1691: Генри Морис[англ.][6]
- 1691—1705: Томас Сайкс[6]
- 1705—1716: Джон Уайн[англ.][6]
- 1715—1728: Уильям Делейн[англ.][6]
- 1728—1768: Томас Джиннер[6]
- 1768—1783: Томас Рандольф[англ.][6]
- 1783—1798: Тимоти Ниви[англ.][11]
- 1798—1827: Сэптимус Коллинсан[англ.][12]
- 1827—1840: Годфри Фоссет[англ.][6]
- 1853—1895: Чарльз Хёртли[англ.][13]
- 1895—1919: Уильям Сэндэй[англ.]
- 1919—1927: Уолтер Лок[англ.]
- 1927—1943: N. P. Williams[источник не указан 4152 дня]
- 1944—1968: Франк Кросс[англ.]
- 1970—1986: Джон Маккуарри[англ.]
- 1986—1991: Роуэн Уильямс[14]
- 1996—2003: Джон Уэбстер[англ.]
- 2004—2013: Джордж Паттисон[англ.][15]
- 2015 — н. в.: Кэролл Харрисон[англ.]